# 蒙塞勒 (多姆山省)
蒙塞勒（法語：Montcel，法語發音：[mɔ̃sɛl]）是法国多姆山省的一个市镇，属于里永区。

## 地理
蒙塞勒（46°0'53"N, 3°3'58"E）面积9.43 平方千米，位于法国奥弗涅-罗讷-阿尔卑斯大区多姆山省，该省份为法国中南部省份，北起阿列省接壤，东临卢瓦尔省，南至上盧瓦爾省和康塔爾省，西接科雷兹省和克勒兹省。
与蒙塞勒接壤的市镇（或旧市镇、城区）包括：旧沙博尼耶尔、孔布龙德、若兹朗、圣伊莱尔拉克鲁瓦。

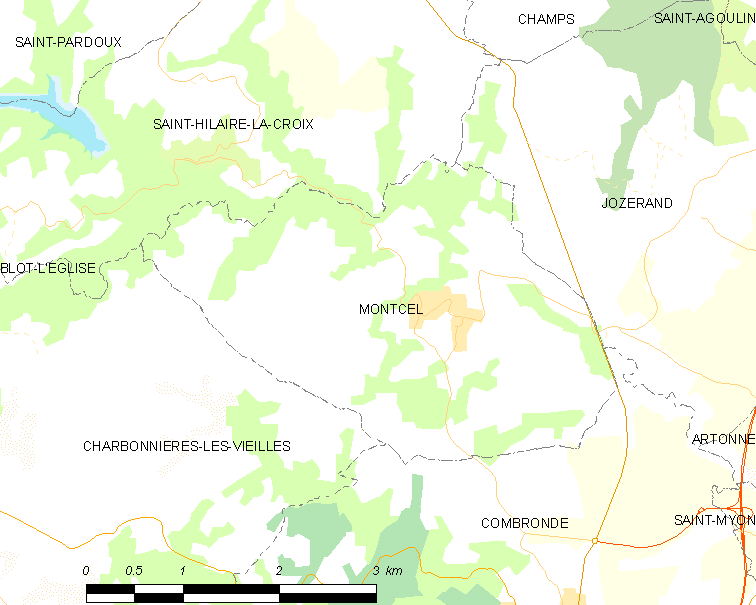
的OSM定位图

蒙塞勒的时区为UTC+01:00、UTC+02:00（夏令时）。

## 行政
蒙塞勒的邮政编码为63460，INSEE市镇编码为63235。

## 政治
蒙塞勒所属的省级选区为圣乔治德蒙斯县。

## 人口

1962-2008年间人口变化图示

蒙塞勒于2022年1月1日时的人口数量为559人。